# Jolanta Behnke-Borowczyk
Jolanta Behnke-Borowczyk – polska leśnik, doktor habilitowany nauk rolniczych, profesor na Uniwersytecie Przyrodniczym w Poznaniu, specjalistka od fitopatologii leśnej.

## Kariera naukowa
W 2009 roku na Uniwersytecie Przyrodniczym w Poznaniu uzyskała tytuł magistra inżyniera. W 2011 roku została zatrudniona na tejże uczelni, a w 2014 roku na jej Wydziale Leśnym uzyskała stopień doktora nauk rolniczych w zakresie leśnictwa na podstawie rozprawy pt. Wpływ sposobu likwidacji pozostałości zrębowych i sposobu przygotowania gleby na skład zbiorowisk mikroorganizmów glebowych, której promotorem była Hanna Kwaśna. W 2018 roku ten sam wydział nadał jej stopień doktora habilitowanego nauk rolniczych w dyscyplinie leśnictwa na podstawie pracy pt. Różnorodność i funkcje grzybów patogenicznych i saprotroficznych dla dębu szypułkowego (Quercus robur L.) i sosny zwyczajnej (Pinus sylvestris L.).